# Al Cervi
Alfred Nicholas Cervi dit Al Cervi (né le 12 février 1917 à Buffalo New York et mort le 9 novembre 2009 à Rochester, New York) est un joueur et entraîneur américain de basket-ball. L'un des plus forts arrières des années 1940 et 1950, Cervi joua dans la National Basketball League et par la suite en National Basketball Association.

## Biographie
Al Cervi est à la manœuvre des Royals de Rochester et est le meilleur marqueur de la NBL lors de la saison 1946-1947 et est élu MVP.
Il devient entraîneur-joueur des Nationals de Syracuse en 1948, et continue ce rôle après que les Nats intégrèrent la  NBA.
Cervi arrête sa carrière de joueur après la saison 1952-1953, mais continue à entraîner les Nats jusqu'à la saison 1956-1957. Lors de la saison 1954-1955, Cervi remporte le titre de champion NBA avec les Nats.
Cervi est intronisé au Basketball Hall of Fame en 1985.

## Palmarès

### En tant que joueur
- All-NBA Second Team (1950)
- 3× All-NBL First Team (1947–1949)
- All-NBL Second team (1946)

### En tant qu'entraîneur
- NBA champion (1955)
- NBL Coach of the Year (1949)